# Паромай (посёлок)
Паромай — бывший посёлок городского типа в Сахалинской области СССР. Располагался на левом берегу реки Паромай. В 1959 году в посёлке проживало 4539 жителей, в 1970 году — 365 жителей.
Получил статус посёлка городского типа в 1952 году. Входил в состав Охинского района.
Являлся центром добычи нефти и природного газа. В 1970 году преобразован в сельский населённый пункт, а позднее упразднён.